# Lhok Makmur
Lhok Makmur is een bestuurslaag in het regentschap Simeulue van de provincie Atjeh, Indonesië. Lhok Makmur telt 774 inwoners (volkstelling 2010).